# Émilie Le Pennecová
Émilie Le Pennecová (* 31. prosince 1987) je francouzská sportovní gymnastka. Získala zlatou medaili v ženské disciplíně bradla o nestejné výši žerdi na Letních olympijských hrách roku 2004 v Athénách, a to skórem 9,697, čímž se stala vůbec první francouzskou gymnastkou, která vyhrála individuální medaili v ženské sportovní gymnastice na Olympijských hrách.
V roce 2005 se stala evropskou šampionkou disciplíny bradla o nestejné výši žerdi a držitelkou evropské bronzové medaile v disciplíně prostná. Byla také první během evropské kvalifikace ve cvičení na kladině, avšak ztratila šanci získat medaili, když na ní spadla. Émilie se také utkala ve světovém šampionátu v roce 2005 v Melbourne, avšak udělala několik chyb, které jí nedovolily získat medaili.